# Tatjana Polowinskaja
Tatjana Polowinskaja (russisch Татьяна Половинская, engl. Transkription Tatyana Polovinskaya; nach Heirat russisch Джабраилова, Dschabrailowa; engl. Transkription Dzhabrayilova / Dzhabrailova; * 14. März 1965 in Simferopol, Ukrainische SSR) ist eine ukrainische Langstreckenläuferin, die ihre größten Erfolge im Marathon hatte.
1988 wurde sie sowjetische Marathon-Meisterin. In derselben Disziplin wurde sie bei den Olympischen Spielen 1988 in Seoul Vierte. Ihre Zeit von 2:27:05 war sowjetischer Rekord und wurde als ukrainischer Rekord erst 2006 von Tetjana Hladyr gebrochen.
1993 wurde sie Vierte beim Berlin-Marathon und stellte mit 1:11:22 den aktuellen ukrainischen Rekord im Halbmarathon auf. 1996 wurde sie Zweite beim Hannover-Marathon, und 1997 siegte sie beim Vienna City Marathon.